# Божислав (Великопольське воєводство)
Божислав (пол. Borzysław, нім. Vorwerk Hellau) — село в Польщі, у гміні Ґродзиськ-Велькопольський Ґродзиського повіту Великопольського воєводства.
Населення — 268 осіб (2011).
У 1975-1998 роках село належало до Познанського воєводства.

## Демографія
Демографічна структура станом на 31 березня 2011 року:
|          | Загалом | Допрацездатний вік | Працездатний вік | Постпрацездатний вік |
| -------- | ------- | ------------------ | ---------------- | -------------------- |
| Чоловіки | 127     | 31                 | 84               | 12                   |
| Жінки    | 141     | 31                 | 78               | 32                   |
| Разом    | 268     | 62                 | 162              | 44                   |